# Kynnysmäki
Kynnysmäki är en kulle i Finland.   Den ligger i den ekonomiska regionen  Helsingfors  och landskapet Nyland, i den södra delen av landet, 28 km nordväst om huvudstaden Helsingfors. Toppen på Kynnysmäki är 81 meter över havet. Kynnysmäki ligger vid sjön Valkjärvi.
Terrängen runt Kynnysmäki är platt. Runt Kynnysmäki är det tätbefolkat, med 442 invånare per kvadratkilometer. Närmaste större samhälle är Nurmijärvi, 10,2 km nordost om Kynnysmäki. I omgivningarna runt Kynnysmäki växer i huvudsak barrskog.